# 1345

## Събития
- Завършва строителството на катедралата Света Богородица в Париж.

## Родени
- 31 октомври – Фернанду, крал на Португалия

## Починали
- Алексий Апокавк, византийски военачалник
- 7 юли – Момчил Войвода, български феодал и военачалник.